# Patelloida
Genre
Patelloida est un genre de mollusques primitifs de la classe des gastéropodes.

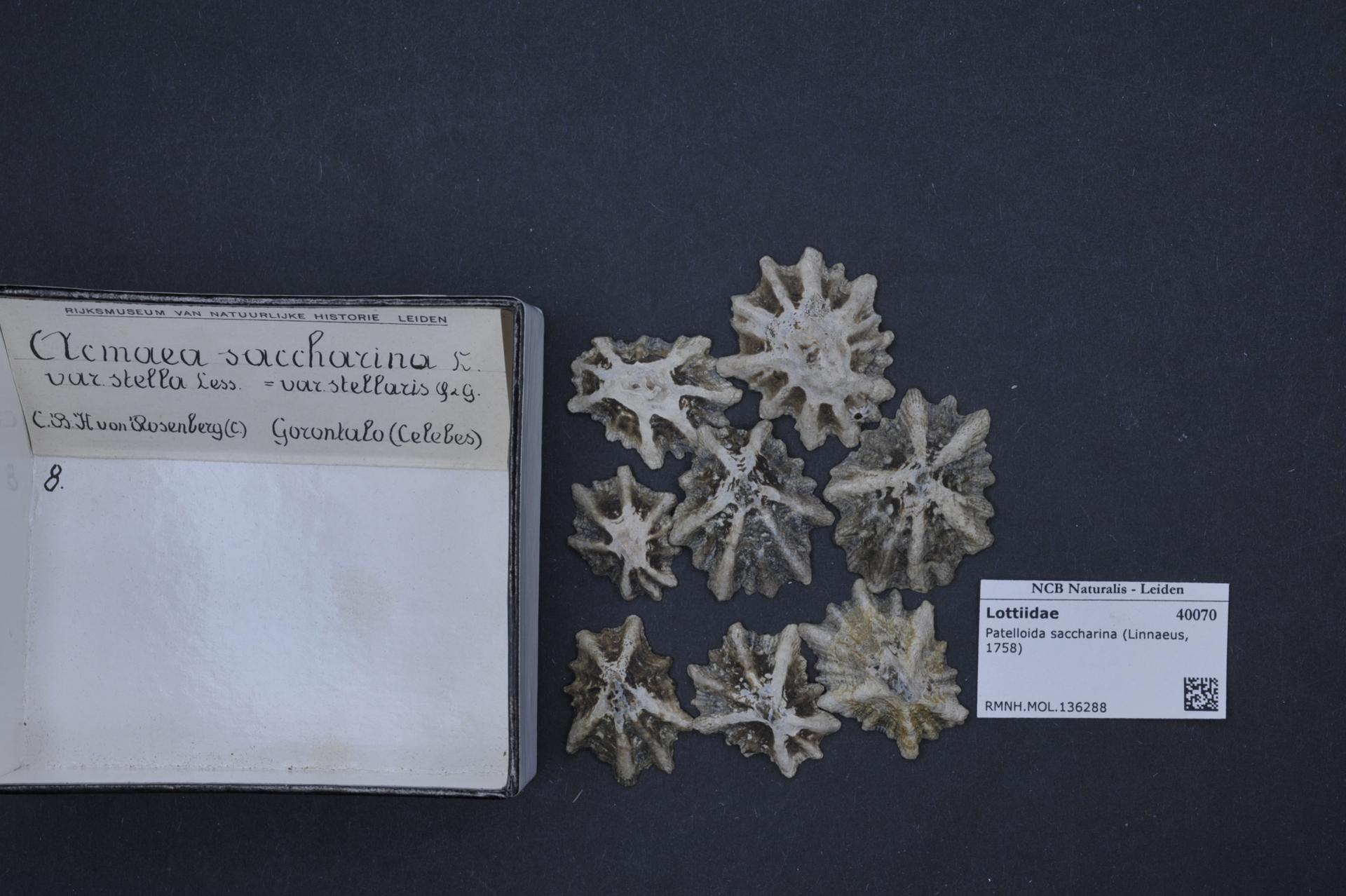
Patelloida saccharina, Centre de biodiversité Naturalis, Leyde, Pays-bas

## Liste d'espèces

### SelonNCBI(24 juil. 2011)[1]
- Patelloida albonotata
- Patelloida alticostata
- Patelloida chamorrorum
- Patelloida conoidalis
- Patelloida conulus
- Patelloida corticata
- Patelloida heroldi
- Patelloida inconspicua
- Patelloida insignis
- Patelloida javanica
- Patelloida latistrigata
- Patelloida lentiginosa
- Patelloida mauritiana
- Patelloida mimula
- Patelloida nigrosulcata
- Patelloida omanensis
- Patelloida profunda
- Patelloida pustulata
- Patelloida pygmaea
  - non-classé Patelloida pygmaea form conulus
- Patelloida ryukyuensis
- Patelloida saccharina
  - Patelloida saccharina lanx
  - Patelloida saccharina saccharina
- Patelloida saccharinoides
- Patelloida signata
- Patelloida striata
- Patelloida tagnan

### SelonWorld Register of Marine Species(24 juil. 2011)[2]
- Patelloida alticostata (Angas, 1865)
- Patelloida bellatula (Iredale, 1929)
- Patelloida conulus (Dunker, 1861)
- Patelloida corticata (Hutton, 1880)
- Patelloida crytalirata (Macpherson, 1955)
- Patelloida exilis (Philippi, 1846)
- Patelloida garuda Nakano & Aswan, 2008
- Patelloida heroldi (Dunker, 1861)
- Patelloida heteromorpha (Oliver, 1926)
- Patelloida inquilinus (Preston, 1913)
- Patelloida insignis (Menke, 1843)
- Patelloida lanx (Reeve, 1855)
- Patelloida latistrigata (Angas, 1865)
- Patelloida lentiginosa (Reeve, 1855)
- Patelloida mimula (Iredale, 1924)
- Patelloida mufria (Hedley, 1915)
- Patelloida nigrosulcata (Reeve, 1855)
- Patelloida perconica (Preston, 1913)
- Patelloida profunda (Deshayes, 1863)
- Patelloida pseudopygmaea Nakano & Aswan, 2008
- Patelloida pustulata (Helbling, 1779)
- Patelloida pygmaea (Dunker, 1860)
- Patelloida rugosa Quoy & Gaimard, 1834
- Patelloida ryukyuensis Nakano & Ozawa, 2005
- Patelloida saccharina (Linnaeus, 1758)
- Patelloida saccharinoides Habe & Kosuge, 1996
- Patelloida signata (Pilsbry, 1901)
- Patelloida striata (Quoy & Gaimard, 1834)
- Patelloida victoriana (Singleton, 1937)